# Milton el corsario
Milton el corsario fue una serie de cuadernos de aventuras desarrollada por los guionistas Federico Amorós y Vicente Tortajada y los dibujantes Eduardo Vañó Pastor y Francisco Jesús Serrano para Editorial Valenciana a partir de 1956. Se publicaron 130 números.

## Trayectoria editorial
Cuando Valenciana lanzó Milton el Corsario, Vañó ya era toda una estrella gracias a tu trabajo en la longeva Roberto Alcázar y Pedrín (1941), de ahí que la publicitara con el lema Eduardo Vañó, el prestigioso dibujante de Roberto Alcázar.
A partir del número 62 se hizo cargo del dibujo Francisco Jesús Serrano.

## Valoración
Milton el corsario tuvo un éxito notable, a pesar del primitivo grafismo de su creador y de no aportar nada nuevo a un género ya consolidado a través de series como El Cachorro (1951-1960) de Iranzo.